# Groeve 't Rooth

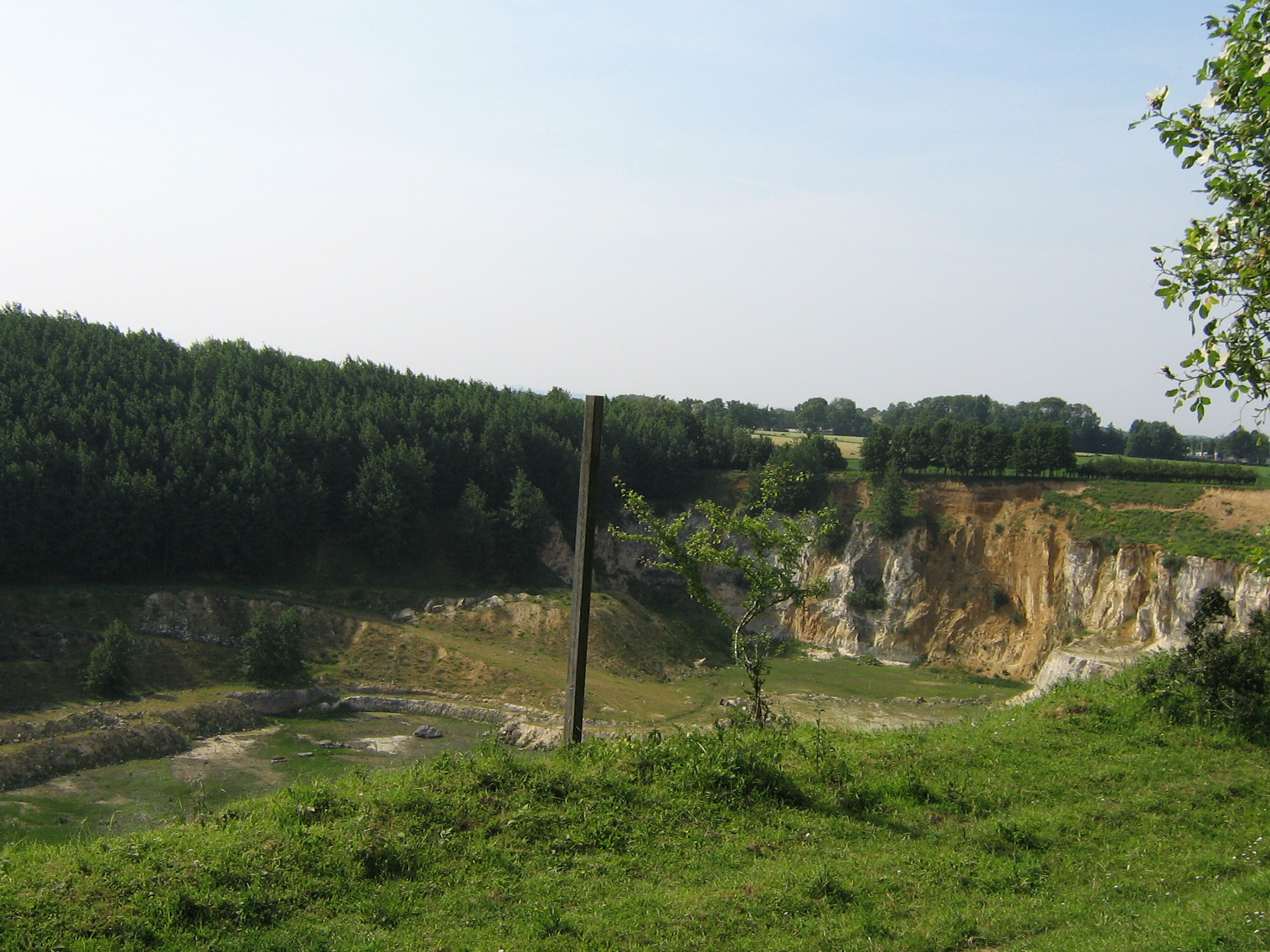
Groeve in 2006

Groeve 't Rooth of NEKAMI-groeve is een mergelgroeve en geologisch monument gelegen bij buurtschap 't Rooth in de gemeente Eijsden-Margraten. De groeve ligt aan de rand van het plateau van Margraten, iets ten noorden van Cadier en Keer. De groeve wordt geëxploiteerd door de firma Sibelco.
Voor de ingang van de groeve staat de Kalkoven De Valk en op het terrein van de groeve zelf staat de Kalkoven 't Rooth.
Met het afgraven van de dagbouwgroeve werd ook een deel van de ondergrondse Roothergroeve afgegraven.

## Geschiedenis
De groeve bij Margraten startte in 1938 als Nekami-groeve (Nederlandse Kalksteen Maatschappij). In 1954 werd de bestaande kleinschalige mergelwinning in Zuid-Limburg door de zogeheten Mergelcommissie geconcentreerd in de grootschaliger groeve 't Rooth, ten oosten van de reeds aanwezige Nekami-groeve, die eveneens door Nekami werd geëxploiteerd. In 1980 werd de exploitatie van de groeve overgenomen door de firma Ankersmit, die later fuseerde tot Ankerpoort. Oorspronkelijk werden de delen van de groeve die uitgeput waren heringericht tot landbouwgebied. Later werden ze tot natuurgebied ingericht. In 1987 werd 25 ha van het gebied (dat 45 ha telt) tot beschermd natuurgebied verklaard, onder meer door het voorkomen van de geelbuikvuurpad en de grote afwisseling in plantengroei. In 2003 ging het beheer van dit gedeelte over naar Stichting Het Limburgs Landschap. In de groeve zijn door het voor Nederland atypische landschap veel bijzondere planten en dieren te vinden. Voorbeelden zijn stengelomvattend havikskruid, wilde marjolein, steenbreekvaren en muursla.
Over de ontstaansgeschiedenis van groeve 't Rooth en de gevolgen daarvan voor de directe omgeving, verscheen in 2005 bij uitgeverij Lemniscaat het boek "De duivel groef een paradijs", van journaliste Nanne Dorren.

## Uitbreidingsplannen
De firma Sibelco exploiteert de mergel in dagbouw. De mergel wordt gebruikt voor industriële doeleinden, zoals toeslagstof in de industrie, in veevoer en als meststof. Oorspronkelijk wilde dit bedrijf de concessie uitbreiden met 48 ha. Hierdoor zouden de buurtschappen 't Rooth en het beschermde dorpsgezicht Gasthuis door een groeve van 50 m diep van elkaar gescheiden worden. Er werd gevreesd dat dit een begin van een nog verdere aantasting zou zijn. Om deze bedreiging af te wenden werd in het midden van de jaren 80 van de 20e eeuw de Stichting Verontruste Plateaubewoners opgericht.
In 1994 werd de voorgenomen concessie teruggebracht tot 17 ha, waardoor buurtschap 't Rooth weliswaar zou blijven bestaan, maar dan wél aan de rand van een steile afgrond. In 2003 werd dit besluit ongedaan gemaakt en in 2005 werd de concessie teruggebracht van 17 ha tot 5,8 ha, met de bedoeling dat er nog 10 jaar gegraven mocht worden (vanaf 2006). In 2017 is begonnen met de sluiting van de groeve die in 2018 is afgerond. De groeve is sinds die tijd alleen nog toegankelijk tijdens een klein aantal excursies.

## Geologie
Onder het Plateau van Margraten bevindt zich een dik kalksteenpakket uit het Krijt waarop nog enkele afzettingen uit andere perioden gelegen zijn. Direct onder het aardoppervlak ligt allereerst een laag löss uit het Laagpakket van Schimmert die hier door de wind is afgezet in het Weichselien (Pleistoceen, Kwartair). Daaronder bevindt zich een laag Maasgrind van het Laagpakket van Valkenburg uit de Formatie van Beegden uit het Cromerien (Pleistoceen, Kwartair). Daaronder bevindt zich zand van het Laagpakket van Klimmen uit de Formatie van Tongeren uit het Tongrien (Oligoceen, Tertiair) met de Horizont van Ravensbosch. Vervolgens komen er verschillende kalksteenlagen van de Formatie van Maastricht en de Formatie van Gulpen uit het Maastrichtien (Boven-Krijt).
De kalksteenlagen die in de groeve te zien zijn, bestaan van boven naar beneden achtereenvolgens uit:
- Kalksteen van Meerssen
  - Horizont van Caster
- Kalksteen van Nekum
  - Horizont van Kanne
  - Horizont van Laumont
- Kalksteen van Emael
  - Horizont van Romontbos
- Kalksteen van Schiepersberg
  - Horizont van Schiepersberg
- Kalksteen van Gronsveld
  - Horizont van Sint Pieter
- Kalksteen van Valkenburg (bovenste deel)

Bij een boring in de vloer van de groeve boorde men eerst door de Kalksteen van Valkenburg en kwam men uit bij de Horizont van Lichtenberg en de Kalksteen van Lanaye uit de Formatie van Gulpen.

## Maasgesteenten
In de groeve bevindt zich een groep rotsblokken die uit verschillende andere groeven in Zuid-Limburg afkomstig zijn. Deze blokken zijn bijna allemaal in grindgroeven gevonden en geven een beeld van de verschillende gesteenten die de Maas hierheen getransporteerd heeft. Behalve grind en zand voerde de Maas ook grote brokken steen mee vanuit Noord-Frankrijk en de Belgische Ardennen die ingevroren in ijsschotsen noordwaarts naar hier getransporteerd werden. De herkomst van de steenblokken staat op een informatiebord aangeduid.